# Luss
Luss (em Gaélico: Lus, 'planta'; 'erva') é uma vila em Argyll and Bute, na Escócia, na margem oeste do Lago Lomond.

## História
Historicamente no condado de Dunbarton, seu nome original era Clachan dhu (traduzido em português como "aldeia escura") porque ficava à sombra das colinas ao redor.
São Kessog trouxe o cristianismo para Luss no início do século 6. Ele construiu um mosteiro na ilha de Inchtavannoch (Ilha dos Monges), em frente a Luss, que serviu como sua base.. A ilha está localizada em um ponto muito estratégico, controlando todo o tráfego no lago (Loch). Nada resta do mosteiro de São Kessog, embora ruínas muito antigas sugiram uma construção posterior no mesmo local.
São Kessog foi martirizado e seu corpo embalsamado com ervas aromáticas. Diz a lenda que as ervas cresceram e cobriram seu túmulo, dando um novo nome à vila: (lus é gaélico para “erva”).
Muitos monumentos medievais permanecem intactos na Capela de Luss e datam de até 1400 anos.